# Campeonato Mundial de Atletismo em Pista Coberta de 2012 - 800 m masculino
A prova dos 800 metros masculino do Campeonato Mundial de Atletismo em Pista Coberta de 2012 foi disputada entre 9 e 11 de março na Ataköy Athletics Arena em Istambul, Turquia.

## Recordes
Antes desta competição, os recordes mundiais e do campeonato nesta prova eram os seguintes:
|    | Nome            | Nacionalidade | Tempo     | Local | Data               |
| -- | --------------- | ------------- | --------- | ----- | ------------------ |
| WR | Wilson Kipketer | Dinamarca     | 1m 42s 67 | Paris | 9 de março de 1997 |
| CR | Wilson Kipketer | Dinamarca     | 1m 42s 67 | Paris | 9 de março de 1997 |

## Medalhistas
| Ouro                | Prata              | Bronze              |
| Mohammed Aman (ETH) | Jakub Holuša (CZE) | Andrew Osagie (GBR) |

## Cronograma
| Data        | Hora  | Evento    |
| ----------- | ----- | --------- |
| 9 de março  | 10:10 | Bateria   |
| 10 de março | 11:50 | Semifinal |
| 11 de março | 16:20 | Final     |

## Resultados

### Bateria
Qualificação: 2 atletas de cada bateria  (Q) mais os  6 melhores qualificados (q).
| Colocação | Bateria | Atleta                   | Nacionalidade     | Tempo   | Marca |
| --------- | ------- | ------------------------ | ----------------- | ------- | ----- |
| 1         | 6       | Boaz Kiplagat Lalang     | Quênia            | 1:49,50 | Q     |
| 2         | 2       | Timothy Kitum            | Quênia            | 1:49,57 | Q     |
| 3         | 2       | Musaeb Abdulrahman Balla | Catar             | 1:49,71 | Q     |
| 4         | 6       | Michael Rutt             | Estados Unidos    | 1:49,72 | Q     |
| 5         | 2       | Andrew Osagie            | Reino Unido       | 1:49,73 | q     |
| 5         | 4       | Joe Thomas               | Reino Unido       | 1:49,73 | Q     |
| 7         | 2       | Raphael Pallitsch        | Austrália         | 1:49,78 | q     |
| 8         | 6       | Julius Mutekanga         | Uganda            | 1:49,81 | q     |
| 9         | 4       | Andreas Rapatz           | Austrália         | 1:49,89 | Q     |
| 10        | 1       | Antonio Manuel Reina     | Espanha           | 1:50,02 | Q     |
| 10        | 4       | Rafith Rodríguez         | Colômbia          | 1:50,02 | q     |
| 12        | 4       | Luis Alberto Marco       | Espanha           | 1:50,13 | q     |
| 13        | 1       | Adam Kszczot             | Polónia           | 1:50,14 | Q     |
| 14        | 3       | Jakub Holuša             | Chéquia           | 1:50,49 | Q     |
| 15        | 3       | Mohammed Aman            | Etiópia           | 1:50,56 | Q     |
| 16        | 1       | Tevan Everett            | Estados Unidos    | 1:50,67 | q     |
| 17        | 3       | Ismail Ahmed Ismail      | Sudão             | 1:50,72 |       |
| 18        | 6       | Farhod Kuralow           | Tajiquistão       | 1:52,61 | NR    |
| 19        | 3       | Moussa Camara            | Mali              | 1:52,62 | NR    |
| 20        | 5       | Jan van den Broeck       | Bélgica           | 1:52,65 | Q     |
| 21        | 5       | Marcin Lewandowski       | Polónia           | 1:52,67 | Q     |
| 22        | 5       | Jamaal James             | Trinidad e Tobago | 1:52,71 |       |
| 23        | 2       | Brice Etès               | Mónaco            | 1:52,93 |       |
| 24        | 5       | Vid Jakob Tršan          | Eslovênia         | 1:53,64 |       |
| 25        | 3       | Halit Kiliç              | Turquia           | 1:54,06 |       |
| 26        | 6       | Dustin Emrani            | Israel            | 1:54,20 |       |
| 27        | 2       | Arnold Sorina            | Vanuatu           | 1:54,44 |       |
| 28        | 1       | Nimet Gashi              | Albânia           | 1:54,70 |       |
| 29        | 1       | Gaylord Silly            | Seicheles         | 1:54,93 | NR    |
| 30        | 4       | Benjamín Enzema          | Guiné Equatorial  | 1:58,19 |       |
| 31        | 5       | Aszot Hajrapetjan        | Armênia           | 1:58,21 |       |
| 32        | 4       | Kieng Samorn             | Camboja           | 1:59,14 |       |

### Semifinal
Qualificação: 2 melhores de cada bateria (Q).
| Colocação | Bateria | Atleta                   | Nacionalidade  | Tempo   | Notas |
| --------- | ------- | ------------------------ | -------------- | ------- | ----- |
| 1         | 3       | Jakub Holuša             | Chéquia        | 1:47.23 | SB, Q |
| 2         | 3       | Adam Kszczot             | Polónia        | 1:47.90 | Q     |
| 3         | 1       | Mohammed Aman            | Etiópia        | 1:48.07 | Q     |
| 4         | 3       | Luis Alberto Marco       | Espanha        | 1:48.12 |       |
| 5         | 1       | Andrew Osagie            | Reino Unido    | 1:48.13 | Q     |
| 6         | 3       | Andreas Rapatz           | Áustria        | 1:48.15 |       |
| 7         | 1       | Timothy Kitum            | Quênia         | 1:48.22 |       |
| 8         | 1       | Antonio Manuel Reina     | Espanha        | 1:48.36 |       |
| 9         | 2       | Michael Rutt             | Estados Unidos | 1:48.88 | Q     |
| 10        | 2       | Jan van den Broeck       | Bélgica        | 1:48.90 | Q     |
| 11        | 3       | Joe Thomas               | Reino Unido    | 1:49.12 |       |
| 12        | 2       | Boaz Kiplagat Lalang     | Quênia         | 1:49.31 |       |
| 13        | 1       | Julius Mutekanga         | Uganda         | 1:49.32 |       |
| 14        | 2       | Raphael Pallitsch        | Áustria        | 1:49.42 |       |
| 15        | 1       | Musaeb Abdulrahman Balla | Catar          | 1:49.51 |       |
| 16        | 3       | Tevan Everett            | Estados Unidos | 1:49.57 |       |
|           | 2       | Rafith Rodríguez         | Colômbia       | DNF     |       |
|           | 2       | Marcin Lewandowski       | Polónia        | DNF     |       |

### Final
A final ocorreu dia 11 de março. 
| Colocação         | Atleta             | Nacionalidade  | Tempo   | Nptas |
| ----------------- | ------------------ | -------------- | ------- | ----- |
| Medalha de ouro   | Mohammed Aman      | Etiópia        | 1:48.36 |       |
| Medalha de prata  | Jakub Holuša       | Chéquia        | 1:48.62 |       |
| Medalha de bronze | Andrew Osagie      | Reino Unido    | 1:48.92 |       |
| 4                 | Adam Kszczot       | Polónia        | 1:49.16 |       |
| 5                 | Jan van den Broeck | Bélgica        | 1:50.83 |       |
| 6                 | Michael Rutt       | Estados Unidos | 1:51.47 |       |

Legenda
| Recorde mundial       | Recorde mundial (World record)               |                       | Recorde africano                      | Recorde africano (African) |                                           | Q | Classificado por posição (Qualified) |
| Recorde do campeonato | Recorde do campeonato (Championship record)  | Recorde da América    | Recorde da América (Americas)         | q                          | Classificado por melhor tempo (Qualified) |   |                                      |
| Melhor marca do ano   | Melhor marca do ano (World leading)          | Recorde asiático      | Recorde asiático (Asian)              | DNS                        | Não largou (Did not start)                |   |                                      |
| Recorde nacional      | Recorde nacional (National record)           | Recorde europeu       | Recorde europeu (European)            | DNF                        | Não terminou (Did not finish)             |   |                                      |
| Recorde pessoal       | Recorde pessoal do atleta (Personal best)    | Recorde da Oceania    | Recorde da Oceania (Oceania)          | DSQ / DQ                   | Desclassificado (Disqualified)            |   |                                      |
| Recorde da temporada  | Recorde da temporada do atleta (Season best) | Recorde sul-americano | Recorde sul-americano (South America) | NM                         | Sem marca (No mark)                       |   |                                      |